# Buslijn 3 (Kortrijk - Lange Munte)
Buslijn 3 in de Belgische Kortrijk verbindt het Station Kortrijk met de wijk Lange Munte. Door het traject dat deze lijn volgt, vormt zij een belangrijke verbinding tussen de binnenstad en het zuidwesten van de stad, met name de wijken Blauwe Poort, Sint-Elisabeth en Lange Munte alsook met de Kortrijkse universiteitscampus Kulak. De lijn komt onder meer voorbij de Graanmarkt, gaat doorheen de Sint-Denijsewijk, de Blauwe Poort, de Elisabethwijk  om te eindigen op de Lange Munte.

## Geschiedenis
Begin 1999 werd de toenmalige lijn 2, die toen het traject Station - Lange Munte - Hoog Kortrijk volgde, opgesplitst in twee lijnen: een nieuwe lijn 2 (Station - Lange Munte) en een nieuwe lijn 3 (Station - Hoog Kortrijk - Kinepolis). Beide lijnen kregen toen een 20 minuten-frequentie. Bij deze opsplitsing verdween wel de rechtstreekse verbinding tussen de Lange Munte en Hoog Kortrijk, waarvoor reizigers nu eerst naar het station moeten om daar over te stappen.
Omdat de stadslijn 13 overbevolkt werd, onder meer door de stijgende studentenpopulatie op Hoog Kortrijk en de beurzen in Kortrijk Xpo, werd besloten om stadslijn 2 vanaf 22 november 2010 vanaf de Lange Munte te laten doorrijden naar de universiteit Kulak. Op die manier hoopte De Lijn dat de universiteitsstudenten deze lijn nemen, zodat lijn 13 iets minder bevolkt is. Er werd echter op deze beslissing teruggekomen: sinds 14 maart 2011 rijdt bus 2 opnieuw op het traject van voor 22 november. Vanaf 6 januari met invoering van het nieuwe net is het nummer van de buslijn veranderd naar nummer 3.

## Kleur
De kenkleur van deze lijn is donkerblauw met witte letters.

## Traject buslijn 3
De buslijn heeft de volgende haltes:
|   |   |   |  |  | Halte                   | Aansluitingen | Aansluitingen | Aansluitingen | Aansluitingen | Aansluitingen |
| - | - | - |  |  | ----------------------- | ------------- | ------------- | ------------- | ------------- | ------------- |
|   |   | o |  |  | busterminal 4 perron 41 | NMBS          | 30            |               |               |               |
|   |   |   |  |  |                         |               |               |               |               |               |
| ⇃ | o |   |  |  | Zwevegemsepoort         | 30            | 33            | 75            | 301           | 302           |
| ⇃ | o |   |  |  | Rijkswacht              | 30            | 33            |               | 301           | 302           |
|   |   |   |  |  |                         |               |               |               |               |               |
|   |   | o |  |  | VTI                     | 30            | 33            | 301           | 302           |               |
|   |   | o |  |  | Soetens molen           | 30            | 33            | 301           | 302           |               |
|   |   | o |  |  | Evolis                  |               |               |               |               |               |
|   |   | o |  |  | Roggelaan               |               |               |               |               |               |
|   |   | o |  |  | Lange Munteplein        |               |               |               |               |               |
|   |   | o |  |  | De hoge kouter          |               |               |               |               |               |
|   |   | o |  |  | Sportcampus Lange Munte | flex          |               |               |               |               |